# Pachysphinx borealis
Pachysphinx borealis är en fjärilsart som beskrevs av Clark 1929. Pachysphinx borealis ingår i släktet Pachysphinx och familjen svärmare. Inga underarter finns listade i Catalogue of Life.